# ナノ秒
ナノ秒（ナノびょう、nanosecond、記号: ns）は、10億分の1秒 (10−9 s, 1/1,000,000,000 s) に等しい時間の単位である。
「ナノ秒」という語は、SI接頭語「ナノ」とSI基本単位「秒」で構成されている。その記号は ns である。 
1ナノ秒は1000ピコ秒および 1/1000 マイクロ秒に等しい。次のSI単位が1000倍大きいので、10−8 秒および10−7 秒のオーダーの時間は、通常、数十ナノ秒および数百ナノ秒として表現される。
この大きさの時間は、電気通信、パルスレーザー、電子工学の分野でよく使用される。ナノ秒で表される時間については時間の比較を参照。

## 歴史
この語を最初に使用したのはジョージ・ガモフである 。
一般に知られている別の初期の文献によれば、最初に使用したのはグレース・ホッパーである。彼女は、非常に高速なコンピュータを構築するという最終的な問題を説明するために、長さ約1フィートのワイヤーを配っていた。光は1ナノ秒で約1フィート進む（真空中の場合。銅線の中では遅くなる）ので、この距離の半分の長さ（15センチメートル）で接続された部品で構築されたコンピュータは、部品にデータを送ってから応答が返るまで少なくとも1ナノ秒かかる。ホッパーの生涯で開発された解決策は、最初に集積回路、後にマルチコアプロセッサにつながった。

## 光速度
光は1ナノ秒の間に正確に29.9792458センチメートル進む。この値はフィート（正確に30.48センチメートル）に非常に近いことから、1ナノ秒のことを、光が1フィート進むのにかかる時間という意味でlight-foot（光フィート）と呼ぶことがある。なお、光が1フィート進むのにかかる実際の時間は、約1.0167033621639674471063578257196ナノ秒である。

## 符号位置
| 記号 | Unicode | JIS X 0213 | 文字参照          | 名称   |
| ---- | ------- | ---------- | ----------------- | ------ |
| ㎱   | U+33B1  | -          | &#x33B1; &#13233; | ナノ秒 |